# Parc de la Mediterrània
El Parc de la Mediterrània, conegut popularment també com Parc de l'Abocador, és un parc situat al barri de Les Guixeres de Badalona. Es troba a 200 m. per sobre del mar, convertint-lo en un espléndid mirador i a més té una superfície total de 35 ha, sent així el més gran de tota la ciutat. Està delimitat pel cementiri de Sant Pere, el terme municipal de Montgat, el polígon industrial de Les Guixeres i el carrer Masnou. No té transport immediat encara que compta, una mica més lluny, amb la línia d'autobús B4 al barri de Pomar, operada per TUSGSAL. Els principals turons de la serralada on es troba són el Turó d'en Seriol (170m), el Turó d'en Joan de les Dents (122m) i el Turó de l'Orella (102m).

## Història

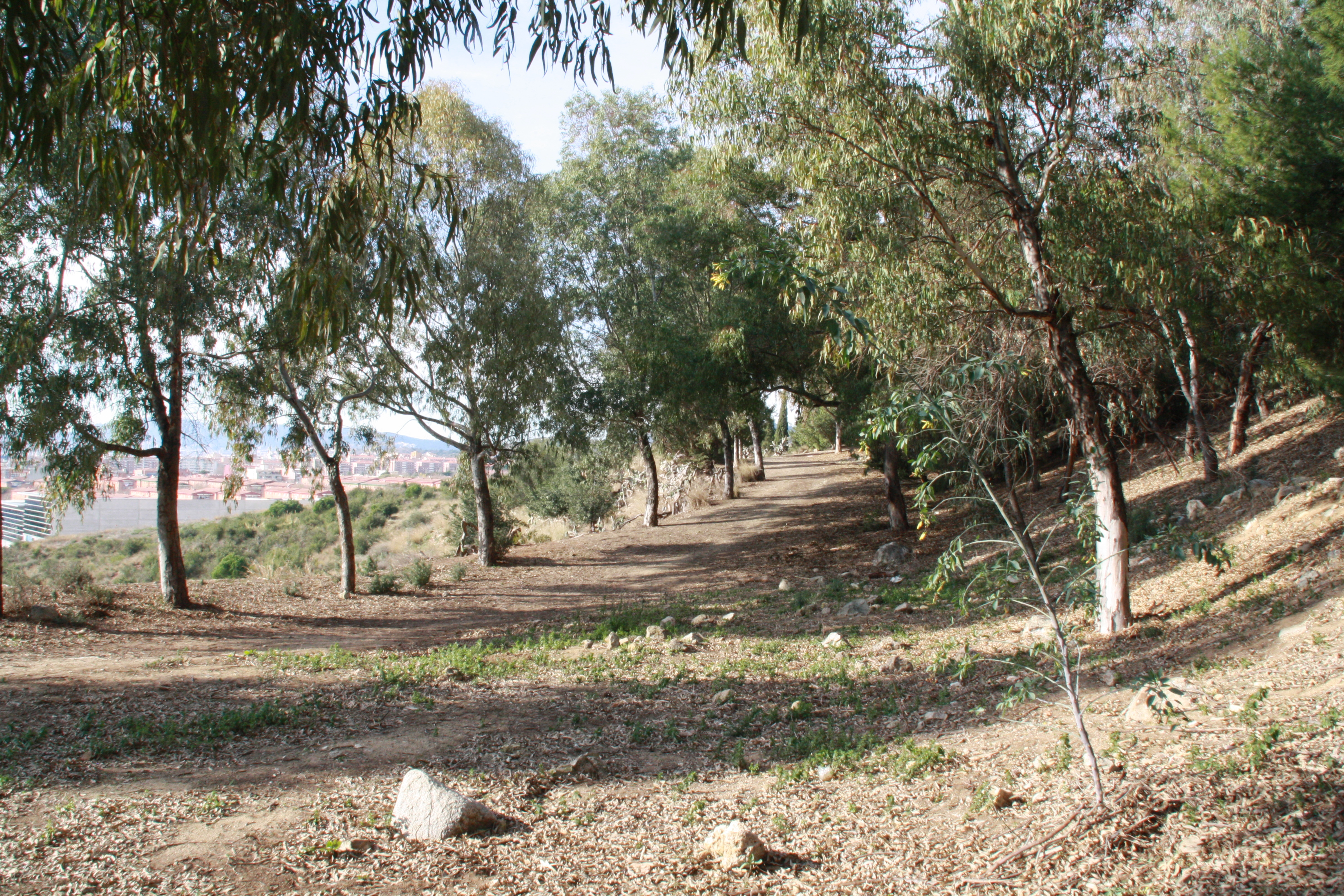
Camí arbrat a l'interior del parc

L'espai del parc havia estat durant la dècada dels setanta i part dels vuitanta un abocador on s'acumulaven les deixalles domèstiques procedents de tots els municipis del Barcelonès Nord, que va tenir duració fins al 1999 i que fou clausurat l'any 2000.
Els treballs de condicionament de l'espai inclogueren el segellament dels antics abocaments amb aportacions de terra i una massiva revegetació de caràcter forestal: pins, alzines, ginesta i cirerer d'arboç, a més d'obtenir una coberta herbàcia en tota la superfície a través de l'hidrosembrat. També s'hi feren millores dels drenatges pluvials per minimitzar l'erosió. També s'actuà sobre les xemeneies que hi havia distribuïdes per tot el parc que s'ocupaven del filtratge de gasos generats pels residus enterrats, tot i que moltes quedaren inactives després del gran període des de la clausura de l'abocador.
El conjunt de les obres culminaren el 2010 (tot i que es considera inaugurat el 2004) després de molts anys d'actuacions. Amb tot, avui dia continua sent el parc més desconegut per la ciutadania badalonina, a excepció dels veïns de Pomar, que són els que més ús li donen.
S'accedeix a peu pel carrer Masnou i amb vehicle pel camí dels Xiprers, encara que el trànsit rodat està prohibit dins del parc per evitar-hi abocaments incontrolats, tampoc és accessible per a discapacitats. Té dues àrees de descans amb bancs, amb vistes panoràmiques sobre la mar que arriben des de Barcelona fins a Montgat i altres poblacions del Maresme. A més a més també compta amb diverses fonts d'aigua potable.